# Бенедикт XIII
Бенедикт XIII (лат. Benedictus PP. XIII, в миру Пьетро Франческо (Винченцо Мария) Орсини де Гравина, итал. Pietro Francesco (Vincenzo Maria) Orsini de Gravina; 2 февраля 1649, Гравина-ин-Пулья, Неаполитанское королевство — 21 февраля 1730, Рим, Папская область) — папа римский с 29 мая 1724 года по 21 февраля 1730 года.

## Ранние годы
Родился 2 февраля 1649 года в Гравине, около Бари, происходил из древнего герцогского рода Орсини. Вступил в орден доминиканцев и получил имя «Винченцо Мария». В 1672 году Климент X назначил его кардиналом (якобы против его воли) и епископом Манфредония, в 1680 году — епископом Чезены, а в 1686 году — архиепископом Беневенто.

## Избрание
После смерти папы Иннокентия XIII в 1724 году был созван конклав для избрания его преемника. В коллегии кардиналов сформировались четыре фракции, которые долго не могли прийти к согласию. В конце концов кардиналы остановились на кандидатуре кардинала Орсини, который славился аскетичным образом жизни.
Орсини отказался быть избранным до окончательного голосования, объяснив, что он недостоин этого. После трёх часов уговоров он сдался на волю кардиналов и 29 мая 1724 года был избран понтификом. Он принял имя «Бенедикт XIII» в честь папы Бенедикта XI, который также был доминиканцем.
4 июня 1724 года Бенедикт был коронован Бенедетто Памфили, кардиналом-протодиаконом. 24 сентября он въехал в Латеранскую базилику.
Изначально он принял имя Бенедикта XIV, но потом изменил его на Бенедикта XIII (предыдущий Бенедикт XIII стал считаться антипапой).

## Папство
Новый папа вызвал замешательство своего окружения, периодически нарушая устоявшийся папский церемониал. Например, он пал ниц у дверей собора Святого Петра, чтобы поцеловать пол. Кортеж кардиналов пришел в недоумение, должны ли они сделать то же самое или стоять, пока папа не поднимется. Толпа позади посчитала, что папа упал, многие стали рваться в первые ряды, чтобы выяснить, что случилось, и это породило давку.
Бенедикт как человек любил прежде всего аскетизм и религиозные праздники, отменил лотереи в Риме, но, в соответствии с кардиналом Ламбертини (впоследствии папой Бенедиктом XIV), он «не имел ни малейшего представления о том, как управлять».
Реальное управление папскими делами сосредоточилось в руках кардинала Никколо Кошиа, который был секретарем Бенедикта XIII, когда тот был архиепископом Беневенто. Кошиа совершил длинный ряд финансовых нарушений в своих собственных интересах, что опустошило папскую казну. По словам Монтескьё, 

«Все деньги Рима перешли в Беневенто... так беневенцы использовали слабость [Бенедикта]».
Во внешней политике папа боролся с Жуаном V Португальским и янсенизмом.
Бенедикт XIII отменил запреты на курение, которые были установлены папой Урбаном VII в 1590 году.
В 1727 году он открыл знаменитую Испанскую лестницу и основал Университет Камерино.

## Смерть
Бенедикт XIII внезапно заболел катаром, который подхватил на отпевании кардинала Марко Антонио Ансидеи, и умер 21 февраля 1730 года в возрасте восьмидесяти одного года.
Папа был крупного телосложения; его лицо было круглым, нос с горбинкой, лоб широкий. Его похороны были проведены в Ватикане, откуда его тело было перевезено в церковь Санта-Мария-сопра-Минерва, где он и был похоронен в гробнице, построенной по проекту Пьетро Браччи.
Процесс его беатификации был открыт в 1755 году, но вскоре прекратился. 21 февраля 1931 года процесс был возобновлён, но имевшиеся сомнения в нравственности кардинала-секретаря покойного понтифика, кардинала Николо Кошиа, стали причиной его окончания. В 2012 году папа Бенедикт XIII получил титул Слуги Божьего.